# Janus van Merrienboer
Janus van Merrienboer, född 8 oktober 1894, död 12 oktober 1947, var en holländsk bågskytt. Han deltog vid olympiska sommarspelen 1920.